# كومة أنقاض
في علم الفلك، يتم اطلاق وصف كومة أنقاض على الأجسام في الفضاء التي لا تتشكل من جسم واحد صلد، بمعنى أنها مجموعة من الأجسام متراوحة الأحجام تلتصق ببعضها البعض عن طريق جاذبيتها الخاصة، حيث أنها تجتذب نحو بعضها مشكلة كتلة واحدة، بينما هي مفككة وفيها فراغات.
كومة الأنقاض تتشكل عن طريق تصادم يقع بين الكويكبات بعضها البعض أو بينا وبين الأقمار الأخرى، حيث أنه بعد لحظة الارتطام تتفكك المواد الصلبة وتنتشر في الفضاء بكميات هائلة بأحجام متنوعة، بعد الارتطام بمدة ليس بطويلة (من ساعات وحتى أسابيع) تعود تلك القطع المتناثرة للاتصاق نحو بعضها بسبب جاذبيتها الذاتية.
يعتقد العلماء أن كومة الأنقاض يمكن تحديدها ما أن يتم تحديد كثافة الجرم المطلوب، حيث أن العديد من الحسابات الخاصة بتلك الكويكبات تكون أعلى بكثير من الحقيقة، وبالتالي يستقى أنها ليست سوى كومة أنقاض، لذا تم تحديد بعض الكويكبات على أنها من هذه الفئة.

## الكويكبات
يوجد الكثير من الكويكبات ذات الكثافة المنخفضة والتي يعتقد أنها كومة أنقاض، فعلى سبيل المثال الكويكب ماثيلد 253 قد تحددت له كتلة من قبل الرصد الأرضي ولكن عندما رصده شوميكر فقد تبين أنه ذو كتلة أقل بكثير مما رصده العلماء على الأرض، حتى مع اعتبار صخورية سطحة فهذا لم يشفع له، حتى مع وجود جليد وقشرة رقيقة من الصخر فلن يحظى بالكثافة المناسبة، وكذلك آثار الارتطامات الكبيرة على سطحه ستكون قد حطمته لو كان صلدا.

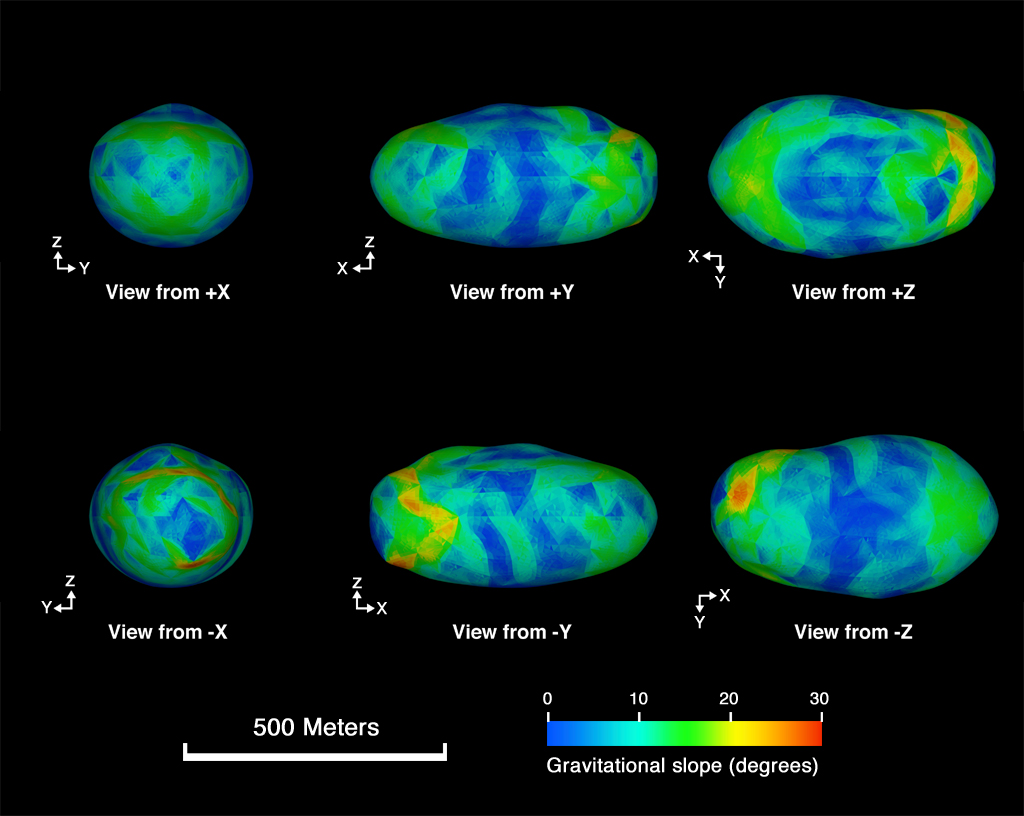
أطوال الكويكب إيتوكاوا. الألوان توضح اختلافات في جاذبية الأجزاء.

أول الكويكبات التي تم «تصويرها» من هذا النوع هو إيتوكاوا 25143 , والذي لا يبدو أنه يحتوي على آثار لارتطامات سابقة، وبالتالي يكاد يُقطع أنه كومة أنقاض.
الكويكب 433 إروس «هدف شوميكر الأساس» تم تحديده على أنه كومة أنقاض بسبب وجود تمزقات وشقوق بجسمه، لكن يظهر أنه جرم صلد، كويكبات أخرى قد يكون إيتوكاوا من ضمنها يظهر أنها عبارة عن «ثنائي متصل» ويقصد بذلك جسمين متلاصقين في بعض الأحيان تمتلئ الشقوق بينهما فيظهر أنهما جسم واحد.
تجدر ملاحظة أن فوبوس (أكبر أقمار المريخ الطبيعية) قد تم تحديده على أنه كومة أنقاض.
فراغ داخلي كبير في الجرم نفسه أمر وارد بسبب جاذبية الجسم الضعيفة للغاية مقارنة ببقية الكويكبات، طبعاً يجدر تجاهل المظهر الخارجي للكويكب وذلك بسبب الحطام الصخري الذي يملأ الفراغات بين الشقوق فيظهر الكويكب على أنه جسم واحد، حتى أن جاذبيته ضعيفة للغاية لدرجة أن الاحتكاك بين الشظايا التي تشكل الجسم تمنع حتى الحطام الصخري من ملئ الفراغات الداخلية التي قد تكون كبيرة.
جميع الكويكبات الكبيرة التالية هي صلدة (سيرس، بالاس 2 , فيستا 4 , هايجيا 10 إنترمنال 704) من دون حتى مسامات داخلية مايكروية، وهذا قد يكون بسبب أنها كبيرة كفاية لأن تتحمل الارتطامات، وكذلك لم يسبق لها أن تعرضت للتشظي من قبل اصطدام كبير، بالإضافة إلى ذلك، سيرس وبعض الكويكبات الأخرى قد تكون ثقيلة كفاية لأن تعيد الشظايا التي قد تنتنج عن ارتطام مع كويكب آخر شريطة ألا يتناثر الكويكب بأكلمه في الفضاء، فيستا على الأقل يظهر أنه قد تعرض لارتطام كبير في بداية تشكله حيث تظهر فيه علامات أن داخله قد تشكل من جرم متباين وبالتالي الحفرة «تضمن» لنا أنه ليس كومة أنقاض، هذا يخدمه كدليل على حجمه ومدى الحماية من أن يتشظى.